# Cantó de La Seuva
Cantó de La Seuva és una divisió administrativa francesa, situada en el departament dels Pirineus Atlàntics i la regió Aquitània. El cap cantonal és La Seuva i té 5 municipis: Aubertin, Estialesc, La Comanda, La Seuva, La Sauvetat. Aquest cantó no ha canviat des de 1790.
| Període                                          | Identitat     | Partit | Qualitat                          |
| ------------------------------------------------ | ------------- | ------ | --------------------------------- |
| 1976-1991                                        | René Camy     | DVG    | Alcalde de La Comanda (1959-1991) |
| 1991-en curs                                     | Michel Maumus | DVD    |                                   |
| Les dades anteriors a 1976 no són pas conegudes. |               |        |                                   |